# باهار دوغان
باهار دوغان (بالتركية: Bahar Doğan)‏ هي عداءة مراثونية تركية، ولدت في 2 سبتمبر 1974 في إزميد في تركيا.

## وصلات خارجية
- باهار دوغان على موقع الاتحاد الدولي لألعاب القوى (الإنجليزية)
- باهار دوغان على موقع أوليمبيديا (الإنجليزية)